# 23 (mixtape de Central Cee)
«23» es el segundo mixtape del rapero británico Central Cee, lanzado de forma independiente el 25 de febrero de 2022. Fue precedido por el lanzamiento de los sencillos «Obsessed with You», «Retail Therapy», «Cold Shoulder» y «Khabib». El 4 de marzo de 2022, debutó en el número uno de la lista de álbumes del Reino Unido. Cuenta con apariciones especiales de su hermano menor, acreditado como Lil Bro, así como de Rondodasosa, Baby Gang, A2anti, Morad, Beny Jr, Ashe 22 y Freeze Corleone, todos en el mismo tema «Eurovision».

## Recepción de la crítica
PJ Somervelle de The Line of Best Fit calificó el «tema y el enfoque del mixtape [...] en gran medida consistentes con Wild West», y lo resumió como «rápidas ráfagas de pistas, muchas de las cuales duran sólo un par de minutos [...], está claro que esta es música rápida para la generación TikTok/streaming».  Alexis Petridis de The Guardian elogió el «flujo poderoso» de Central Cee y su capacidad para «cambiar una frase», así como «lo bueno que es en el negocio de hacer discos, no solo escribir» con «ideas musicales realmente fuertes en exhibición».  Al rear el álbum para el Evening Standard, David Smyth descubrió que el mixtape tenía el «bajo turbio y retumbante de la música de drill», pero que las «letras nítidas y rítmicas de Central Cee tienen menos jerga que los estándares del género y es más probable que presumir de una vida sexual vibrante que de un pasado violento».

## Listado de canciones
| 23    | |          |  |
| N.º   | Título                                                                                              | Duración |  |
| 1.    | «Khabib»                                                                                            | 3:18     |  |
| 2.    | «Straight Back to It»                                                                               | 3:16     |  |
| 3.    | «Ungrateful»                                                                                        | 2:53     |  |
| 4.    | «Bunda»                                                                                             | 1:51     |  |
| 5.    | «Retail Therapy»                                                                                    | 2:55     |  |
| 6.    | «Eurovision» (featuring Rondodasosa, Baby Gang, A2anti, Morad, Beny Jr, Ashe 22, & Freeze Corleone) | 4:03     |  |
| 7.    | «Cold Shoulder»                                                                                     | 3:12     |  |
| 8.    | «Mrs»                                                                                               | 2:28     |  |
| 9.    | «Air Bnb»                                                                                           | 2:18     |  |
| 10.   | «No Pain»                                                                                           | 1:34     |  |
| 11.   | «Terminal 5»                                                                                        | 1:36     |  |
| 12.   | «Obsessed with You»                                                                                 | 1:48     |  |
| 13.   | «8 Ball»                                                                                            | 2:43     |  |
| 14.   | «Lil Bro» (featuring Lil Bro)                                                                       | 3:09     |  |
| 15.   | «End of the Beginning»                                                                              | 3:14     |  |
| 40:18 | |          |  |

## Gráficos

### Gráficos semanales
| Gráfico (2022)                      | Lista posición |
| ----------------------------------- | -------------- |
| Australia (ARIA)                    | 6              |
| Austria (Ö3 Austria)                | 22             |
| Bélgica (Ultratop flamenca)         | 19             |
| Bélgica (Ultratop valona)           | 5              |
| Canadian Albums (Billboard)         | 32             |
| Países Bajos (Album Top 100)        | 6              |
| Francia (SNEP)                      | 9              |
| Alemania (Offizielle Top 100)       | 57             |
| Irlanda (OCC)                       | 3              |
| Italia (FIMI)                       | 19             |
| Lithuanian Albums (AGATA)           | 79             |
| Nueva Zelanda (Recorded Music NZ)   | 14             |
| Escocia (Scottish Albums Chart)     | 3              |
| España (PROMUSICAE)                 | 15             |
| Suiza (Schweizer Hitparade)         | 11             |
| Reino Unido (UK Albums Chart)       | 1              |
| Reino Unido (UK Independent Albums) | 1              |
| Reino Unido (UK R&B Albums)         | 1              |

### Gráficos de fin de año
| Gráfico (2022)                     | Posición |
| ---------------------------------- | -------- |
| Álbumes belgas (Ultratop Flandes)  | 199      |
| Álbumes belgas (Ultratop Wallonia) | 157      |
| Álbumes del Reino Unido (OCC)      | 49       |

## Certificaciones
| País        | Organismo certificador | Certificación | Ventas certificadas | Ref.   |
| ----------- | ---------------------- | ------------- | ------------------- | ------ |
| Reino Unido | BPI                    | Oro           | 100 000             | [ 32 ] |